# Paronychia johnstonii
Paronychia johnstonii är en nejlikväxtart som beskrevs av Mohammad Nazeer Chaudhri. Paronychia johnstonii ingår i släktet prasselörter, och familjen nejlikväxter. Utöver nominatformen finns också underarten P. j. scabrida.